# سلسلة حالات متتالية
سلسلة الحالات المتتالية (بالإنجليزية: Consecutive case series) هي دراسة سريرية تشمل جميع المرضى المؤهلين الذين حددهم الباحثون خلال فترة تسجيل الدراسة. يتم علاج المرضى بالترتيب الذي تم تحديدهم به. هذا النوع من الدراسة عادة لا يحتوي على مجموعة مراقبة.
على سبيل المثال، تم استخدام تصميم سلسلة الحالات المتتالية عام 2016 لتحديد الاتجاهات في أبحاث جراحة اليد.